# Quilitis
La quilitis és inflamació dels llavis. Aquesta inflamació pot incloure la pell perioral (la pell al voltant de la boca), la vora del vermelló o la mucosa labial. La pell i la vora del vermelló estan més freqüentment implicades, ja que la mucosa s'afecta menys per reaccions inflamatòries i al·lèrgiques.
La quilitis pot ser aguda o crònica. La major part de les quilitis és causada per factors exògens com la sequedat (clivelles) i l'exposició aguda al sol. Les proves al·lèrgiques poden identificar al·lèrgens que causen.

## Tipus

### Quilitis amb clivelles
Els llavis tallats (també coneguts com a quilitis simplex o quilitis comuna) es caracteritzen per clivelles i descamació de la pell dels llavis, i és un dels tipus més comuns de quilitis. Tot i que els dos llavis es poden veure afectats, el llavi inferior és el lloc més comú.
El tractament sol tenir èxit amb lubricants de barrera, com ara un bàlsam labial o vaselina.

### Quilitis actínica
També anomenada "quilosi solar", la quilitis actínica és el resultat de la sobreexposició crònica a la radiació ultraviolada de la llum solar.

### Quilitis angular

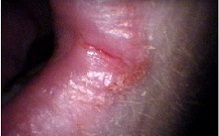
Queilitis angular: inflamació de la cantonada de la boca.

La quilitis angular (estomatitis angular, també coneguda com a quilosi) és la inflamació d'una o les dues cantonades (angles) de la boca. És una afecció bastant freqüent, i sovint afecta persones grans.
Hi ha moltes causes possibles, incloses les deficiències nutricionals (ferro, vitamines del grup B (com l'àcid fòlic, la piridoxina o la B12), al·lèrgies de contacte, infeccions (Candida albicans, Staphylococcus aureus o estreptococs β-hemolítics) i edentulisme (sovint amb tancament excessiu de la boca i concomitant estomatitis relacionada dentadura), i altres.

### Quilitis eczematosa
Es divideix en endògena (a causa d'una característica inherent a l'individu) i exògena (on és causat per un agent extern). La causa principal de la quilitis eczematosa endògena és la quilitis atòpica (dermatitis atòpica), i les principals causes de la quilitis eczematosa exògena és la quilitis de contacte irritant (per exemple, causada per un hàbit de llepar-se els llavis) i la quilitis de contacte al·lèrgica.

### Quilitis infecciosa
La quilitis infecciosa fa referència a la quilitis causada per una malaltia infecciosa. De vegades s'utilitzen els termes "quilitis per Candida" i "quilitis bacteriana", que denoten la implicació d'organismes Candida i espècies bacterianes respectivament.

### Quilitis granulomatosa
Aquesta quilitis és l'afectació per una granulomatosi orofacial dels llavis a causa de la formació d'una inflamació granulomatosa no caseosa, que obstrueix el drenatge limfàtic dels teixits tous orofacials, provocant limfedema.

### Quilitis induïda per fàrmacs
Les causes habituals de quilitis relacionada amb medicaments inclouen etretinat, indinavir, inhibidors de la proteasa, vitamina A i isotretinoïna.

### Quilitis exfoliativa
És un trastorn inflamatòri poc freqüent de la zona del vermelló dels llavis, que es tornen dolorosos i amb crosta.